# Ernst Karlberg
Ernst Wilhelm Ludvig Karlberg (12. října 1901, Stockholm – 20. března 1987, Spånga) byl švédský reprezentační hokejový útočník.
V roce 1924 a 1928 byl členem Švédské hokejové týmu, kde skončil na olympijských hrách prvně čtvrtý a pak dosáhl na první švédskou hokejovou medaili z ZOH.